# Лидделл, Эрик
Эрик Генри Лидделл (англ. Eric Henry Liddell, 16 января 1902 — 21 февраля 1945) — шотландский легкоатлет, известный под прозвищем «летающий шотландец», а также игрок в регби и конгрегационалистский миссионер. В 1924 году неожиданно выиграл золото в беге на 400 м на Олимпийских играх в Париже. До этого он не вышел на старт на своей коронной дистанции 100 м, так как соревнования проводились в воскресенье, а он как духовное лицо стремился святить «День субботний». С 1925 года, включая годы Второй мировой войны, служил миссионером в Китае; был взят японцами в плен, где и умер.

## Воплощение в кино
В фильме «Огненные колесницы» (премия «Оскар» за лучший фильм 1981 года) показана история соперничества Эрика Лидделла с Гарольдом Абрахамсом. Роль Лидделла в фильме исполнил шотландский актёр Иэн Чарлсон.
В фильме «Последняя гонка / On Wings of Eagles (2016)» и в мультфильме «История Эрика Лиддела / The Eric Liddell story (2008)» показана история Эрика Лидделла.